# Nisqually Indian Community
Nisqually Indian Community (o Nisqually Reservation) è un census-designated place (CDP) degli Stati Uniti d'America, situato nello stato di Washington, nella contea di Thurston.